# A New World Record
A New World Record är det sjätte musikalbumet med den brittiska gruppen Electric Light Orchestra, utgivet i november 1976. Jeff Lynne själv har det här albumet tillsammans med uppföljaren Out of the Blue som sina favoritalbum med gruppen. Albumet nådde Billboards femte plats när det släpptes. Albumtiteln är dubbeltydig; A New World Record kan översättas till "en ny världskiva/världsinspelning" eller "ett nytt världsrekord". Albumet var ELO:s stora globala genombrott. Låtarna är kortare och mer "popanpassade" än vad de varit på gruppens tidigare album. 
Den mest framgångsrika singeln från albumet blev "Telephone Line", men även "Livin' Thing"  och "Rockaria!" placerade sig på singellistor världen runt. "Do Ya" var en nyinspelning av en låt som The Move tidigare utgivit och rankats som singel-B-sida i England men nått plats 93 i USA på Billboard Hot 100.

## Låtlista
(Alla låtar skrivna av Jeff Lynne)
Sida A:
1. Tightrope 5:03
2. Telephone Line 4:38
3. Rockaria! 3:12
4. Mission (A World Record) 4:25

Sida B:
1. So Fine 3:54
2. Livin' Thing 3:31
3. Above the Clouds 2:16
4. Do Ya 3:43
5. Shangri-La 5:34, också inspelad av Grandaddy på Just Like the Fambly Cat

## Listplaceringar
| Lista (1976-1977) | Position              |
| ----------------- | --------------------- |
| Australien        | 1 (Kent Music Report) |
| Danmark           | 8 (DR "Top 20")       |
| Finland           | 1                     |
| Japan             | 60 (Oricon)           |
| Kanada            | 1 (RPM)               |
| Nederländerna     | 2                     |
| Norge             | 9 (VG-lista)          |
| Nya Zeeland       | 4                     |
| Storbritannien    | 6 (UK Albums Chart)   |
| Sverige           | 1 (Topplistan)        |
| USA               | 5 (Billboard 200)     |
| Västtyskland      | 7                     |
| Österrike         | 9                     |